# Adamówka (gromada)
Adamówka – dawna gromada.
Gromadę Adamówka z siedzibą GRN w Adamówce utworzono w powiecie jarosławskim w woj. rzeszowskim na mocy uchwały nr 21/54 WRN w Rzeszowie z dnia 5 października 1954. W skład jednostki weszły obszary dotychczasowych gromad Adamówka, Krasne, Pawłowa i Dobcza ze zniesionej gminy Adamówka w tymże powiecie. Dla gromady ustalono 10 członków gromadzkiej rady narodowej.
1 stycznia 1960 do gromady Adamówka włączono obszar zniesionej gromady Cieplice w tymże powiecie.
1 stycznia 1965 z gromady Adamówka wyłączono: a) wieś Słoboda, włączając ją do gromady Brzyska Wola oraz b) część obszaru wsi Cieplice (przysiółki Kolonia Polska i Nagórne o łącznej powierzchni 807,600 ha), włączając je do gromady Kuryłówka – w powiecie leżajskim w tymże województwie.
Gromada przetrwała do końca 1972 roku, czyli do kolejnej reformy gminnej. 1 stycznia 1973 w powiecie jarosławskim reaktywowano gminę Adamówka (od 1999 gmina Adamówka należy do powiatu przeworskiego).